# Rupivaara
Rupivaara är en kulle i Finland.   Den ligger i den ekonomiska regionen  Fjäll-Lappland  och landskapet Lappland, i den norra delen av landet, 900 km norr om huvudstaden Helsingfors. Toppen på Rupivaara är 383 meter över havet, eller 56 meter över den omgivande terrängen. Bredden vid basen är 1,4 km.
Terrängen runt Rupivaara är huvudsakligen platt.  Trakten runt Rupivaara är nära nog obefolkad, med mindre än två invånare per kvadratkilometer.